# Regina Križaj
Regina Križaj, slovenska balerina, * 25. november 1971, Zürich.
Leta 1988 je diplomirala na baletni šoli v Ljubljani pri prof. Magdi Vrhovec Dedović. Po diplomi se je takoj zaposlila v ljubljanskem baletu. Kot solistka je prvič nastopila leta 1994  v Don Kihotu, z vlogo Dulcineje. Od leta 2005 je prvakinja baleta SNG Opera in balet Ljubljana.

## Nagrade
- 2002 - nagrada Lidije Wisiak za vlogi Odette in Odilie (Labodje jezero)
- 2002 - Župančičeva nagrada za svoje umetniško delo
- 2013 -  nagrada Prešernovega sklada za baletni opus v zadnjih dveh letih, še zlasti za predstave Klasika in tango, Zlitje stoletij in Bajadera[1]